# 馬杜·白·金納
馬杜·白·金納（英語：Madhu Bai Kinnar）是印度恰蒂斯加爾邦賴加爾的市長，馬杜以獨立參選人的身分競選，以33168票贏得賴加爾市長選舉，超過對手印度人民黨的馬哈維·古魯吉（Mahaveer Guruji）4537票。她是印度唯一一位公開出櫃的跨性別市長。

## 選舉前
馬杜·白本原名納勒什·喬漢（Naresh Chauhan），她在十多歲時離開家人並加入當地的跨性別社群，她屬於賤民階級。在上任市長之前，她靠著打零工、在賴加爾街上表演歌舞、以及在霍拉到孟買的火車上賣藝謀生。她的競選辦公室的預算在6萬至7萬盧比之間，她表示自己之所以參選，是因為受到屈辱的少數公民的強力支持。
在馬杜·白之前，穆爾瓦拉的卡姆拉·珍（Kamla Jan）曾獲選為印度的第一位跨性別市長，但她的候選人資格被宣布無效，因為她以女性身分競選。

## 政治生涯
馬杜·白並沒有加入政黨，是無黨籍政治人物。在印度最高法院做出承認印度跨性別者法律地位的判決後九個月，馬杜·白在2015年1月4日從選舉中勝出。在首次賴加爾市政會議上，印度人民黨的黨員退席以示抗議，導致市政會議延期。
她特別注重環境衛生的議題，她在接受《衛報》採訪時表示「人行道和巷子裡舉目皆是垃圾，還有窮人、被遺棄的老人睡在街道上，身上沒有可以避寒的東西。所以我們決定著手行動，也就是參加選舉。」